# Rumburak bellus
Rumburak bellus Wesołowska, Azarkina & Russell-Smith, 2014 è un ragno appartenente alla famiglia Salticidae.

## Etimologia
Il nome proprio deriva dall'aggettivo latino bellus, -a, -um, che significa bello, di bell'aspetto.

## Caratteristiche
L'olotipo maschile ha un cefalotorace lungo 1,9mm, largo 1,3mm e spesso 0,7mm.
La struttura del pedipalpo è simile a quella di R. lateripunctatus, ne differisce per la tibia chiaramente più corta, l'embolo più lungo, il lobo prossimale più lungo del bulbo e la punta smussata dell'apofisi tibiale (punteggiata in R. lateripunctatus)..

## Distribuzione
La specie è stata reperita in Sudafrica, nella Provincia del Capo Occidentale.
1. l'olotipo maschile è stato rinvenuto nel fynbos, fra le foglie degli arbusti di Protea obtusifolia, in località Potberg, all'interno della Riserva naturale De Hoop, dall'aracnologo Charles Haddad il 6 aprile 2004[1].

## Tassonomia
Al 2022 non sono note sottospecie e dal 2014 non sono stati esaminati nuovi esemplari.